# Marcus Geganius Macerinus
Marcus Geganius Macerinus († 431 v. Chr.) war ein Politiker und Feldherr der römischen Republik. Er war dreimaliger Konsul.

## Herkunft
Er entstammte der patrizischen gens Gegania, die wahrscheinlich aus Alba Longa stammten, wie die Julier auch, und von dort nach Eroberung und Zerstörung der Stadt durch die Römer unter deren König Tullus Hostilius nach Rom übersiedelten. Marcus Geganius Macerinus war im 5. Jahrhundert der bedeutendste Vertreter seiner Familie.

## Politische Ämter und Feldherr
Seine Stellung in der Gesellschaft war bedeutend, so dass er nicht nur dreimal zum Konsul gewählt wurde, sondern auch bei Einführung des Amtes eines Censors zusammen mit Gaius Furius Pacilus Fusus 435 v. Chr. erster Censor der Römischen Republik wurde. Das Konsulat bekleidete er erstmals im Jahre 447 v. Chr. mit Gaius Iulius Iullus. Sein zweites Konsulat übte er 443 v. Chr. mit Titus Quinctius Capitolinus Barbatus aus, und zum dritten Mal wurde er mit Lucius Sergius Fidenas im Jahre 437 v. Chr. Konsul. In seinem zweiten Konsulat 443 v. Chr. besiegte er die Volsker unter deren König Cluilius, wofür ihm der Senat einen Triumphzug bewilligte. Er starb nach dem Jahre 431 v. Chr., dem Jahr, in dem er noch einmal als Legat erwähnt wird.